# Jacques Garnier dit Garnier de Saintes
Pour les articles homonymes, voir Jacques Garnier (homonymie) et Garnier.
Jacques Garnier dit Garnier de Saintes (ou de Xantes), né à Saintes le 30 mars 1755 et mort noyé dans l'Ohio en 1818, est un homme politique français.

## Biographie
Avocat à Saintes en 1784, Jacques Garnier se distingue dès le début de la Révolution en créant et présidant un comité chargé de rechercher les stocks de blé et les vendre à l'encan. 
En septembre 1792, alors qu'il est procureur-syndic de la Charente-Inférieure, Jacques Garnier est élu député du département, le sixième sur onze, à la Convention nationale. Il y est surnommé Garnier de Saintes pour être différencié de son collègue homonyme Antoine Garnier, député de l'Aube. 
Garnier siège sur les bancs de la Montagne. Lors du procès de Louis XVI, il vote la mort et rejette l'appel au peuple et le sursis à l'exécution. En avril 1793, il vote contre la mise en accusation de Jean-Paul Marat : « Défenseurs des principes éternels, je ne vois point ici Marat, mais les droits de l'homme qu'on viole ». Il ne participe pas au scrutin sur le rétablissement de la Commission des Douze.
Jacques Garnier est en effet envoyé en mission auprès de l'armée des côtés de La Rochelle.
On le trouve ensuite à l'Armée des côtes de Brest, dans la Manche, dans l'Orne. De passage à Paris, le 7 août 1793, il propose de déclarer le Premier ministre britannique William Pitt le Jeune « ennemi du genre humain ». Chargé d'organiser le gouvernement révolutionnaire dans le Loir-et-Cher et la Sarthe en mars et avril 1794, il se heurte constamment à ses collègues, de même que lors de son passage à Bordeaux. Ayant appris la chute de Maximilien de Robespierre (9 thermidor an II - 27 juillet 1794), il s'empresse de dénoncer son collègue Marc-Antoine Jullien comme « suppôt de Robespierre », mais ne renie pas ses opinions montagnardes et, toujours aussi incohérent, s'en prend violemment aux insurgés de l'Insurrection du 12 germinal an III et de l'Insurrection du 1er prairial an III.
Représentant de la Mayenne au Conseil des Cinq-Cents, il approuve le coup d'État du 18 fructidor an V (4 septembre 1797).
À la sortie du Conseil, il préside le tribunal criminel de la Charente-Inférieure. Napoléon Bonaparte le fait chevalier.
Jacques Garnier est frappé par l'ordonnance du 24 juillet 1815, puis par la loi du 12 janvier 1816, en raison de son vote favorable à la mort de Louis XVI, et de son soutien à Napoléon Bonaparte lors des Cent-Jours. Il s'établit aux États-Unis et là-bas il se noie accidentellement. 